# Valdahon
Valdahon ist eine französische Gemeinde mit 5.715 Einwohnern (Stand: 1. Januar 2022) im Département Doubs in der Region Bourgogne-Franche-Comté. Valdahon bildet ein regionales Zentrum im französischen Jura und Standortgemeinde des 3500 ha großen Truppenübungsplatzes Camp du Valdahon.

## Geographie
Valdahon liegt auf 650 m über dem Meeresspiegel, etwa 26 Kilometer ostsüdöstlich der Stadt Besançon (Luftlinie). Das Dorf erstreckt sich im Jura, inmitten des weiten Plateaus von Valdahon, dem sogenannten ersten Plateau des Juras, nördlich der ersten höheren Juraketten (Cicon und Crêt Monniot).
Die Fläche des 25,51 km² großen Gemeindegebiets umfasst einen Abschnitt des französischen Juras. Das gesamte Gebiet wird vom nur schwach reliefierten Hochplateau von Valdahon eingenommen, das durchschnittlich auf 630 m liegt. Es ist überwiegend von Acker- und Wiesland, teils auch von Wald bestanden und steigt gegen Südosten allmählich an. Mit Ausnahme einzelner kurzer Rinnsale (darunter der Dahon, der das Dorf von Süden her erreicht) besitzt das Plateau keine oberirdischen Fließgewässer, weil das Niederschlagswasser im verkarsteten Untergrund versickert. Nach Osten reicht der Gemeindeboden bis in das Waldgebiet Grand Bois et Viard. Mit 736 m wird auf einer Kuppe bei Étray die höchste Erhebung von Valdahon erreicht. 
Der leicht gewellte nördliche Gemeindeteil (mit 15,5 km² rund 60 % des ganzen Gemeindeareals) gehört zum Truppenübungsplatz Valdahon, der insgesamt eine Fläche von 35 km² einnimmt. Das Gemeindeareal erstreckt sich über das Plateau du Haricot bis zu den Mulden Combe de Jeuve (im Westen) und Combe de l’Epinay (im Norden).
Die Gemeinde Valdahon besteht aus zwei mittlerweile praktisch lückenlos zusammengewachsenen Teilen:
- Le Valdahon-du-Bas (638 m)
- Le Valdahon-du-Haut (655 m)

Nachbargemeinden von Valdahon sind Vercel-Villedieu-le-Camp im Norden, Chevigney-lès-Vercel im Osten, Épenoy und Étray im Süden sowie Fallerans und Verrières-du-Grosbois im Westen.

## Geschichte
Erstmals urkundlich erwähnt wird Valdahon im 12. Jahrhundert. Es gehörte seit dem Mittelalter zur Herrschaft Cicon. Während des Dreißigjährigen Krieges wurde Valdahon 1639 von Truppen des Herzogs Bernhard von Sachsen-Weimar geplündert und gebrandschatzt. Zusammen mit der Franche-Comté gelangte das Dorf mit dem Frieden von Nimwegen 1678 an Frankreich. Ein verheerender Dorfbrand zerstörte am 11. November 1844 zahlreiche Häuser. Mit der Einweihung der Linie Besançon-Morteau im Jahr 1884 wurde Valdahon an das französische Eisenbahnnetz angeschlossen. Der Truppenübungsplatz Valdahon wurde 1907 eingerichtet und später erweitert, wobei die ehemalige Siedlung Villedieu-le-Camp aufgegeben werden musste. 
In der Nacht vom 26. auf den 27. August 1944 meuterten im Camp du Valdahon ukrainische Hilfstruppen der deutschen Besatzer, ehemalige Mitglieder der Weißen Armee. Sie stachen mehrere deutsche Offiziere mit Messern nieder und desertierten. Beim Dorf Nods schlossen sich 460 von ihnen einer Einheit der Résistance an.
Heute ist Valdahon Verwaltungssitz des Gemeindeverbandes Portes du Haut-Doubs. Mit dem 1. Januar 2009 wurde die Arrondissementszugehörigkeit der Gemeinde geändert. Bislang zum Arrondissement Besançon gehörend, kamen alle Gemeinden des Kantons zum Arrondissement Pontarlier.

## Sehenswürdigkeiten
|  |  |

Die Dorfkirche Saint-Michel in Valdahon wurde im 18. Jahrhundert erbaut. Eine weitere Kirche befindet sich im Ortsteil Le Valdahon-du-Bas. Im alten Ortskern sind noch einige Bauernhäuser im charakteristischen Stil der Franche-Comté aus dem 18. und 19. Jahrhundert erhalten.

## Bevölkerung
| Jahr                       | 1962 | 1968 | 1975 | 1982 | 1990 | 1999 | 2006 | 2016 |
| Einwohner                  | 1779 | 2252 | 2597 | 3242 | 3534 | 4027 | 4728 | 5605 |
| Quellen: Cassini und INSEE |      |      |      |      |      |      |      |      |

Mit 5715 Einwohnern (1. Januar 2022) gehört Valdahon zu den mittelgroßen Gemeinden des Départements Doubs. Nachdem die Einwohnerzahl während des 19. Jahrhunderts stets im Bereich zwischen 800 und 1000 Personen gependelt hatte, wurde in den ersten Jahrzehnten des 20. Jahrhunderts insbesondere aufgrund der Einrichtung des Militärlagers ein markantes Bevölkerungswachstum verzeichnet. Von 1930 bis Mitte der 1950er Jahre wurde jedoch wieder ein Rückgang um fast 60 % registriert. Seither nimmt die Einwohnerzahl kontinuierlich zu, wobei in den letzten Jahren ein verstärktes Wachstum beobachtet wurde.

## Wirtschaft und Infrastruktur
Valdahon war lange Zeit ein vorwiegend durch die Landwirtschaft (Ackerbau, Obstbau und Viehzucht) geprägtes Dorf. Im 19. Jahrhundert hatte die Uhrenindustrie eine gewisse Bedeutung, und seit Beginn des 20. Jahrhunderts profitiert Valdahon von der Anwesenheit des Truppenübungsplatzes. 
Heute bildet Valdahon ein regionales Zentrum mit gut ausgebauter Infrastruktur und übernimmt somit zentralörtliche Funktionen für das landwirtschaftliche Umland. Seit den 1970er Jahren wurden am Ortsrand Gewerbe- und Industriezonen geschaffen, die heute mehr als 60 Unternehmen Platz bieten. In Valdahon sind zahlreiche verschiedene Industriezweige vertreten: Mikromechanik, Uhrenzulieferindustrie, ein Schlachthof (für Schweine), Holzverarbeitung, Spielwarenherstellung sowie Bau- und Transportgewerbe. Weitere Arbeitsplätze gibt es im tertiären Sektor, in zahlreichen Einzelhandelsgeschäften, im Gastgewerbe, in der Verwaltung sowie in Banken und Versicherungen. Valdahon ist Verwaltungssitz des Gemeindeverbandes Communauté de communes du pays de Pierrefontaine-Vercel.
Im Weiteren ist Valdahon Standort eines Collège. Es besitzt eine Gemeindebibliothek sowie verschiedene Sportanlagen und ein Schwimmbad.
Die Ortschaft ist verkehrstechnisch gut erschlossen. Sie liegt an der Hauptstraße, die von Besançon via Morteau nach La Chaux-de-Fonds in der Schweiz führt. Weitere Straßenverbindungen bestehen mit Pontarlier, Vercel-Villedieu-le-Camp, Épenoy und Étray. Valdahon besitzt einen Bahnhof an der Eisenbahnstrecke von Besançon nach Le Locle. Auf dem Truppenübungsplatz befindet sich ein Militärflugplatz.

## Städtepartnerschaft
- Valdahon pflegt eine Städtepartnerschaft mit Maulbronn im deutschen Bundesland Baden-Württemberg.